# Alphons Seraph von Porcia
Alphons Seraph von Porcia, XI principe di Porcia, in italiano Alfonso Serafino Porcia (o Porzia) (Venezia, 20 settembre 1801 – Monza, 19 gennaio 1876), è stato un nobile e politico italiano.

## Biografia
Figlio del principe Alphons Gabriel von Porcia e di sua moglie, la contessa Theresia von Porcia, Alphons Seraph nacque a Venezia il 20 settembre 1801.
Laureatosi in legge all'Università di Padova nel 1823, si trasferì con il padre a Milano dove, durante le Cinque Giornate del 1848, venne riconosciuto dagli insorti ed arrestato. Ritornati gli austriaci nella capitale lombarda, ottenne dall'imperatore un seggio alla Camera dei signori d'Austria e uno alla Camera dei Magnati d'Ungheria (privilegio imperiale dovuto soprattutto al suo rango ereditario di capofamiglia dotato di titolo di Principe del Sacro Romano Impero). Fu un assiduo frequentatore dei salotti della società milanese, anche se per alcuni non si schierò con i sostenitori del risorgimento e rimase fedele alla corona austriaca. Per altri invece lui e la futura moglie "furono patrioti". Nel 1859 il principe fu "confinato" a Genova per "causa d'una scorrettezza verso l'arciduca Massimiliano".
L'8 aprile 1865 Alphons Seraph sposò a Milano la contessa Eugenia Vimercati Sanseverino. Prima di sposarla fu con lei padre biologico della  duchessa Eugenia Attendolo Bolognini Litta, che fu poi amante di re Umberto I. La relazione tra Alphons e Eugenia, vissuta dapprima clandestinamente dal momento che la contessa Eugenia era moglie del conte Gian Giacomo Attendolo Bolognini, causò poi la separazione dei legittimi coniugi; la figlia, legittimata come figlia dei coniugi Attendolo Bolognini, visse  però di fatto con la nuova famiglia Porcia. Quando poi sua figlia divenne amante del sovrano d'Italia, il re chiese alla famiglia Porcia di trasferirsi nella villa che i principi già avevano vicino alla Villa Reale dove il sovrano era solito soggiornare (in seguito la duchessa visse nella villa Litta della vicina Vedano al Lambro).
Alphons Seraph morì a Monza il 19 gennaio 1876.

## Ascendenza
|                                                  |                          |                                           | Genitori                         |  |  | Nonni |  |  | Bisnonni                    |  |  | Trisnonni                                             |  |
|                                                  |                          |                                           |                                  |  |  |       |  |  | Germanicus Cesar von Porcia |  |  | Hyeronimus Askanius von Porcia, IV principe di Porcia |  |
|                                                  |                          |                                           |                                  |  |  |       |  |  | Germanicus Cesar von Porcia |  |  | Hyeronimus Askanius von Porcia, IV principe di Porcia |  |
|                                                  |                          | Luisa di Polcenigo                        |                                  |  |  |       |  |  | Germanicus Cesar von Porcia |  |  |                                                       |  |
| Alphons Anton von Porcia                         |                          |                                           |                                  |  |  |       |  |  | Germanicus Cesar von Porcia |  |  |                                                       |  |
|                                                  |                          | Cassandra Augusta Piazzoni                |                                  |  |  |       |  |  |                             |  |  |                                                       |  |
|                                                  |                          |                                           |                                  |  |  |       |  |  |                             |  |  |                                                       |  |
|                                                  |                          |                                           |                                  |  |  |       |  |  |                             |  |  |                                                       |  |
| Alphons Gabriel von Porcia, X principe di Porcia |                          |                                           |                                  |  |  |       |  |  |                             |  |  |                                                       |  |
|                                                  |                          | Ferdinand Joseph von Attems               | Peter Anton Raymund von Attems   |  |  |       |  |  |                             |  |  |                                                       |  |
|                                                  |                          | Ferdinand Joseph von Attems               | Peter Anton Raymund von Attems   |  |  |       |  |  |                             |  |  |                                                       |  |
|                                                  |                          | Ferdinand Joseph von Attems               | Fulvia Antonia von Attems        |  |  |       |  |  |                             |  |  |                                                       |  |
| Leopoldine von Attems                            |                          | Ferdinand Joseph von Attems               |                                  |  |  |       |  |  |                             |  |  |                                                       |  |
|                                                  |                          | Aurora Clorinda von Strassoldo-Soffumberg | Marzio von Strassoldo-Soffumberg |  |  |       |  |  |                             |  |  |                                                       |  |
|                                                  |                          | Aurora Clorinda von Strassoldo-Soffumberg | Marzio von Strassoldo-Soffumberg |  |  |       |  |  |                             |  |  |                                                       |  |
|                                                  |                          | Aurora Clorinda von Strassoldo-Soffumberg | Maria Anna von Strassoldo        |  |  |       |  |  |                             |  |  |                                                       |  |
| Alphons Seraph von Porcia, XI principe di Porcia |                          | Aurora Clorinda von Strassoldo-Soffumberg |                                  |  |  |       |  |  |                             |  |  |                                                       |  |
|                                                  | Alphons Anton von Porcia | Germanicus Cesar von Porcia               |                                  |  |  |       |  |  |                             |  |  |                                                       |  |
|                                                  | Alphons Anton von Porcia | Germanicus Cesar von Porcia               |                                  |  |  |       |  |  |                             |  |  |                                                       |  |
|                                                  | Alphons Anton von Porcia | Cassandra Augusta Piazzoni                |                                  |  |  |       |  |  |                             |  |  |                                                       |  |
| Johannes Ferdinand von Porcia                    | Alphons Anton von Porcia |                                           |                                  |  |  |       |  |  |                             |  |  |                                                       |  |
|                                                  |                          | Leopoldine von Attems                     | Ferdinand Joseph von Attems      |  |  |       |  |  |                             |  |  |                                                       |  |
|                                                  |                          | Leopoldine von Attems                     | Ferdinand Joseph von Attems      |  |  |       |  |  |                             |  |  |                                                       |  |
|                                                  |                          | Leopoldine von Attems                     | Peter Anton Raymund von Attems   |  |  |       |  |  |                             |  |  |                                                       |  |
| Theresia von Porcia                              |                          | Leopoldine von Attems                     |                                  |  |  |       |  |  |                             |  |  |                                                       |  |
|                                                  |                          |                                           |                                  |  |  |       |  |  |                             |  |  |                                                       |  |
|                                                  |                          |                                           |                                  |  |  |       |  |  |                             |  |  |                                                       |  |
|                                                  |                          |                                           |                                  |  |  |       |  |  |                             |  |  |                                                       |  |
| Félicité Scerimar                                |                          |                                           |                                  |  |  |       |  |  |                             |  |  |                                                       |  |
|                                                  |                          |                                           |                                  |  |  |       |  |  |                             |  |  |                                                       |  |
|                                                  |                          |                                           |                                  |  |  |       |  |  |                             |  |  |                                                       |  |
|                                                  |                          |                                           |                                  |  |  |       |  |  |                             |  |  |                                                       |  |
|                                                  |                          |                                           |                                  |  |  |       |  |  |                             |  |  |                                                       |  |